# Griechisches Ägypterevangelium
Das apokryphe Ägypterevangelium ist vermutlich in der ersten Hälfte des 2. Jahrhunderts entstanden. Name und Gebrauch weisen auf einen ägyptischen Ursprung hin. Die in griechischer Sprache überlieferten Fragmente lassen keine Angaben über dessen Aufbau und Inhalt zu. Zwei der wenigen Quellen sind Clemens von Alexandria und Origenes, die beide das Ägypterevangelium gekannt haben und daraus zitierten – insbesondere in aufkommenden Fragen der generellen geschlechtlichen Enthaltsamkeit und Ehelosigkeit, für welche die Enkratiten sich auf das Ägypterevangelium beriefen.
Das Evangelium ist nicht zu verwechseln mit dem späteren gnostischen, koptischen Ägypterevangelium, das in den Nag-Hammadi-Schriften in koptischer Sprache überliefert ist.